# Josef Messner (Schriftsteller)

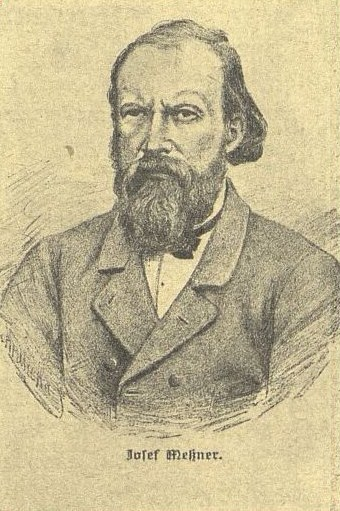
Josef Meßner

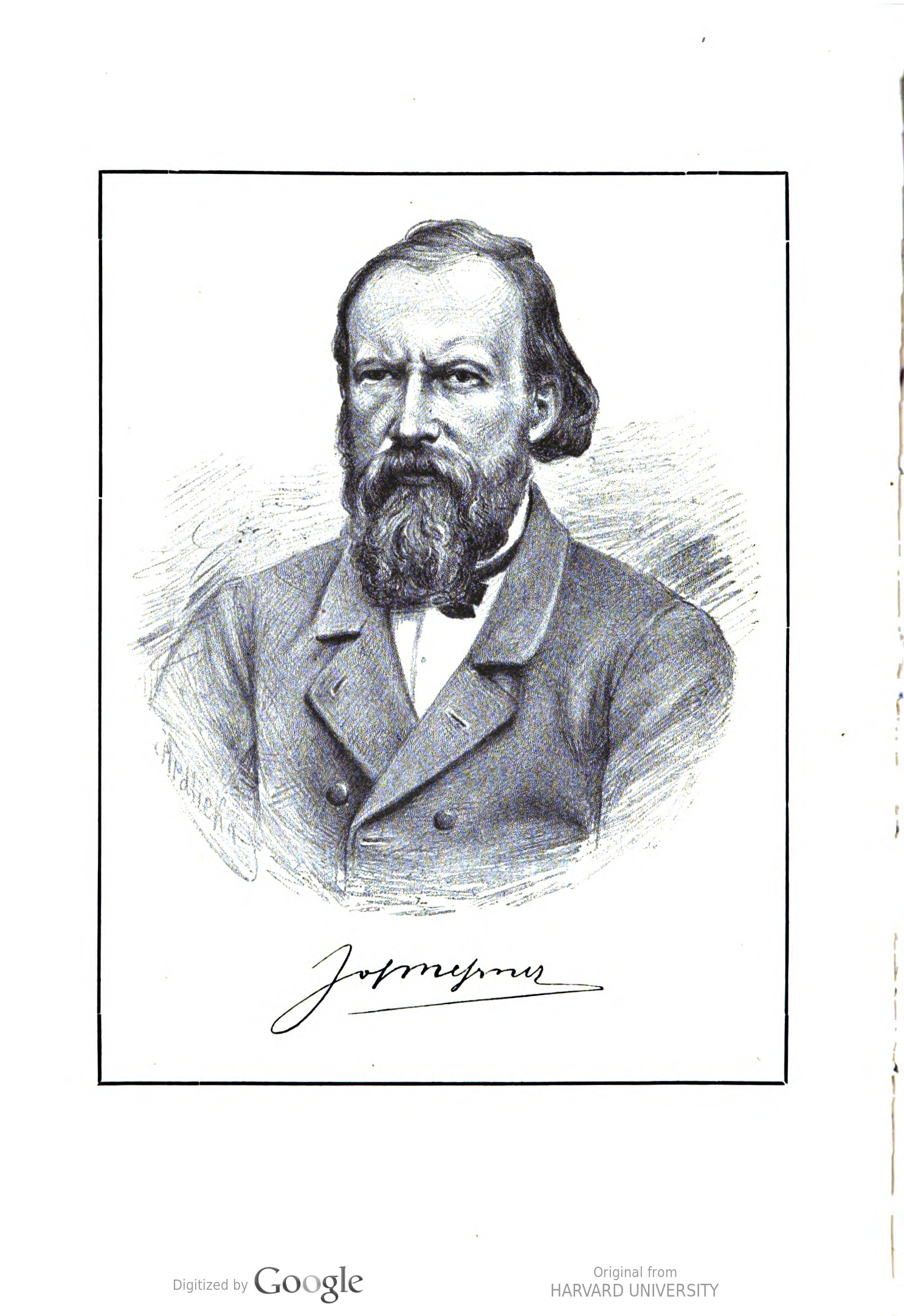
Josef Messner (1822–1862)

Josef Messner (auch Josef Meßner; * 3. März 1822 in Prachatitz, Böhmen; † 4. Januar 1862 ebenda) war ein deutscher Schriftsteller und Dichter.

## Leben
Der Dichter entstammte einer wohlhabenden Prachatitzer Bürgerfamilie und wurde am 3. Februar 1822 geboren. Nach Absolvierung von sechs Gymnasialklassen in Budweis hatte er die Lust am Studium verloren und ließ sich beim 1. Artillerieregiment in Prag anwerben. Da aber Gehorsam und Unterordnung für den freiheitsdurstigen Jüngling ein Gräuel waren, quittierte er als „Invalider“ den Militärdienst. Nach einem kurzen Zwischenspiel als Zeichner beim Bahnbau trat er 1845 in Prachatitz bei Meister Franz Praxl als Weißgerberlehrling ein und wurde nach  kaum zweijähriger Lehrzeit freigesprochen. Anschließend begab er sich für längere Zeit auf Wanderschaft, was in seinem selbstbiographischen Werk Handwerksburschen seinen Niederschlag fand. Endlich ließ er sich 1851 dazu bewegen, sich in seiner Heimatstadt niederzulassen und seinen erlernten Beruf als Weißgerber auszuüben.

## Literarisches Schaffen
Sein literarisches Schaffen begann schon während seiner Wanderschaft mit der Veröffentlichung kleinerer Arbeiten in der Prager Zeitung Bohemia und dem Budweiser Anzeiger aus dem südlichen Böhmen. Vor dem Dichter schien nun ein gutbürgerliches Leben zu liegen, aber kaum war ein Jahr vergangen, folgte er dem Fernweh, ließ seine Existenz im Stich und begab sich abermals auf die Wanderschaft. Noch im selben Jahr zwang ihn eine schwere Erkrankung, nach Prachatitz zurückzukehren. Körperlich angeschlagen, fand er eine völlig veränderte Situation vor: Seine Eltern hatten sich von ihm endgültig getrennt, und so stand er, krank und mittellos, vor dem Nichts.
Der unheilbare Zwist mit seinen Eltern und die sich immer mehr bemerkbar machenden Folgen seines unsoliden Lebenswandels wirkten so nachhaltig auf seine sensible Seele ein, dass er erst jetzt zum begnadeten Dichter aufstieg. In dieser Zeitspanne entstanden seine wichtigsten Werke, die meist Themen aus dem Böhmerwald behandelten.
Meßner wusste genau, dass seine Lebensuhr vorzeitig ablaufen würde. Sein Werk „Mein letzter Waldgang“ blieb unvollendet. Er starb am 4. Januar 1862 an Lungenschwindsucht.

## Schriften
Josef Meßner hinterließ ein reiches, dichterisches Erbe, bestehend aus zahlreichen Gedichten, Erzählungen und Romanen:
- Der Katzen-Raphael, Künstler-Anekdote, Bohemia 1846
- Fatum, Novelle, Bohemia 1848
- Viola d’amour, Novelle, Bohemia 1848
- Der Primator, ein Roman aus der Vergangenheit der Stadt Prachatitz, Kober Album, 1852; - neu herausgegeben vom Heimatkreis Prachatitz 1972
- Zwei Brüder, ein historischer dreibändiger Roman um Vater Radetzky, Album 1853
- Treu, eine einfache Erzählung, (Album : Bibliothek deutscher Originalromane 9.1854, Band 20) Gerzabek, Prag / Hübner, Leipzig 1854 Digitalisat BSB München; Digitalisat ÖNB Wien
- Jan von Wartenberg, historische Erzählung, Album der Erinnerungen 1855
- Margarethe Maultasch : Historische Erzählung (Kultur- und Sittengemälde aus dem 14. Jh.) (Album : Bibliothek deutscher Originalromane 10.1855, Band 9) Gerzabek, Prag / Hübner, Leipzig 1855 Digitalisat ÖNB Wien
- Kleine Götter, Novelle, Bohemia 1855
- Jens Trutz, Novelle, Album der Erinnerungen 1856
- Hantierer im Böhmerwalde, Szenen aus dem Waldleben, Neuer illustrierter Volkskalender (Wien) 1856 (Inhalt: Hantierer im Böhmerwalde, Waldgeschichten und Handwerksburschen online – Internet Archive)
- Haus am Weiher, eine Böhmerwaldgeschichte, Bohemia 1858
- Handwerksburschen : Bilder aus dem Volksleben, eine Selbstbiographie, (Album : Bibliothek deutscher Originalromane 12.1857, Band 8) Digitalisat der UB Michigan
- Waldgeschichten, (Album : Bibliothek deutscher Originalromane 12.1857, Band 23) Digitalisat BSB München; Digitalisat ÖNB Wien Neudruck Holzinger, Berlin 1919

- Ausgewählte Werke, herausgegeben von Paul Meßner (Bibliothek Deutscher Schriftsteller aus Böhmen : Herausgegeben im Auftrage der Gesellschaft zur Förderung deutscher Wissenschaft, Kunst und Literatur in Böhmen ; Bd. 7). Tempsky, Prag und Wien / Freytag, Leipzig 1897, Digitalisat der UB Harvard
  - enthält : Handwerksburschen, Waldgeschichten, Hantierer im Böhmerwalde
  - Neuausgabe Hofenberg, Berlin 2019, ISBN 978-3-7437-3195-0

Weitere Novellen: Der Hüter der Hausehre, Die Franzosen im Böhmerwalde, Ein österreichischer Admiral, Der Kaiser hilft, Der Falschmünzer, Die Rose des Schreinerwaldes
Schilderungen von Land und Leuten im Böhmerwalde: Wallern und die Wallerer, Die Maderhäuser, Maidstein, Kugelweit, Bad Grindschädel, Alt-Budweis